# Вайзе, Христиан
Христиан Вейзе (нем. Christian Weise; псевдонимы — Siegmund Gleichviel, Orontes, Catharinus Civilis; 30 апреля 1642, Циттау — 21 октября 1708 или 17 октября 1708, Циттау) — немецкий писатель

, поэт, педагог.

## Биография
Родился в семье школьного учителя Элиаса Вайзе. Окончил Лейпцигский университет. 
В 1670 году стал профессором красноречия, поэзии и политики в Вейсенфельской гимназии и с 1678 года ректором Гимназии в родном городе. Первым ввёл преподавание немецкого языка в гимназии и написал несколько известных в своё время учебников по поэзии и красноречию. 
Главные его сочинения — сатирические романы, напр., «Die drei Hauptverderber» (Лейпциг, 1671); «Die drei ärgsten Erznarren» (Лейпциг, 1672; Галле, 1878); комедии: «Bäunscher Macchiavell» (Циттау, 1679, вновь издана вместе с «Böse Katharina» — подражанием «Укрощению строптивой» Шекспира, в Киршнеровской «Deutscher Nationallitteratur», 26 т.). Как в романах, так и в комедиях он стремится к естественности. Менее удачны его духовные и светские лирические стихотворения, например: «Buss- und Zeitandachten» (Бауцен, 1720). Он также писал драмы для школьного театра, устроенного им в Циттау.